# Aloe perfoliata
Aloe perfoliata (укр. алое перфоліата)  — сукулентна рослина роду алое.

## Етимологія

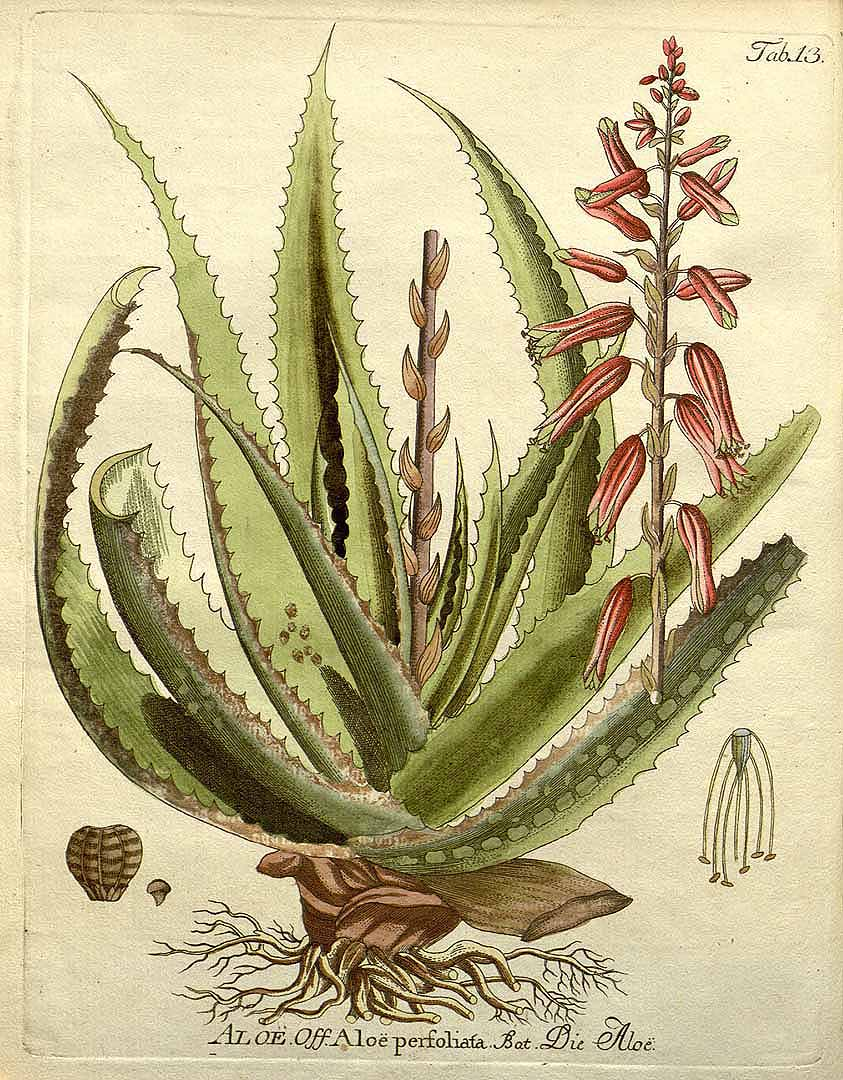
Ілюстрація Aloe perfoliata у виданні Фердінанда Бернара Вітца «Icones plantarum medico-oeconomico-technologicarum» vol. 1: t. 13 (1800)

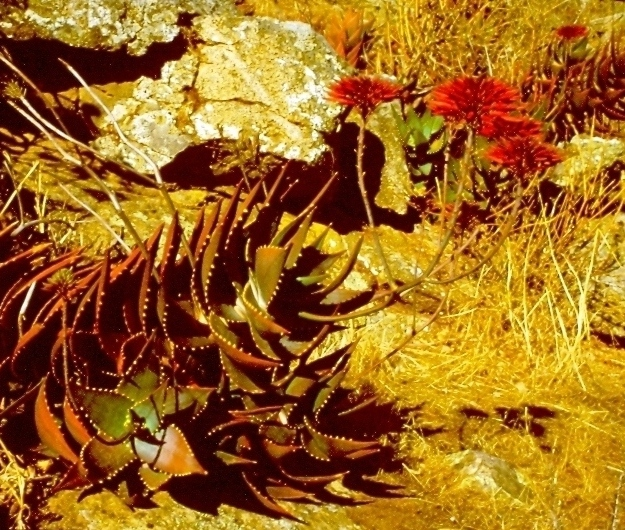
Aloe perfoliata у природі

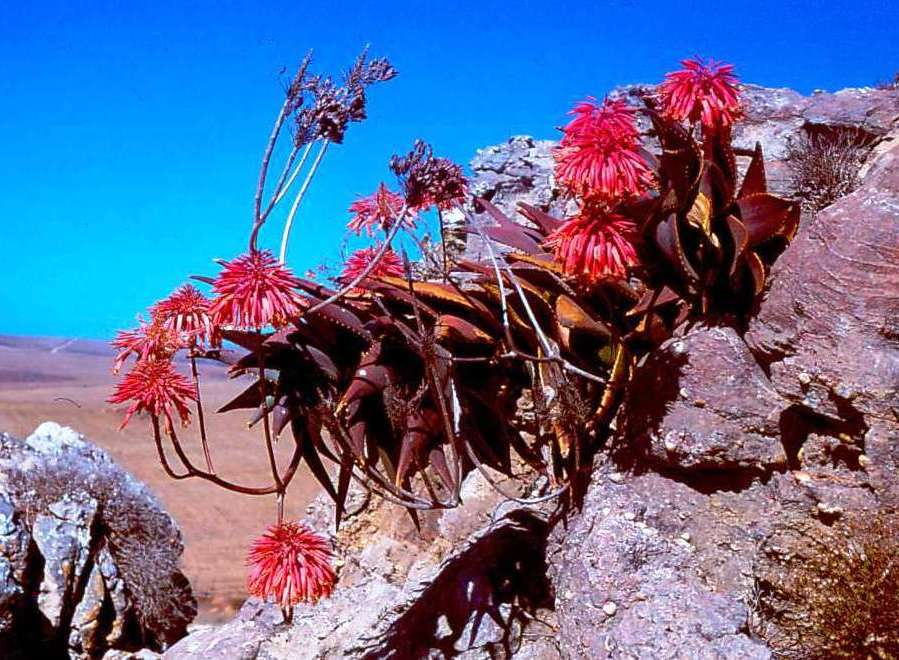
Aloe perfoliata у Західній Капській провінції

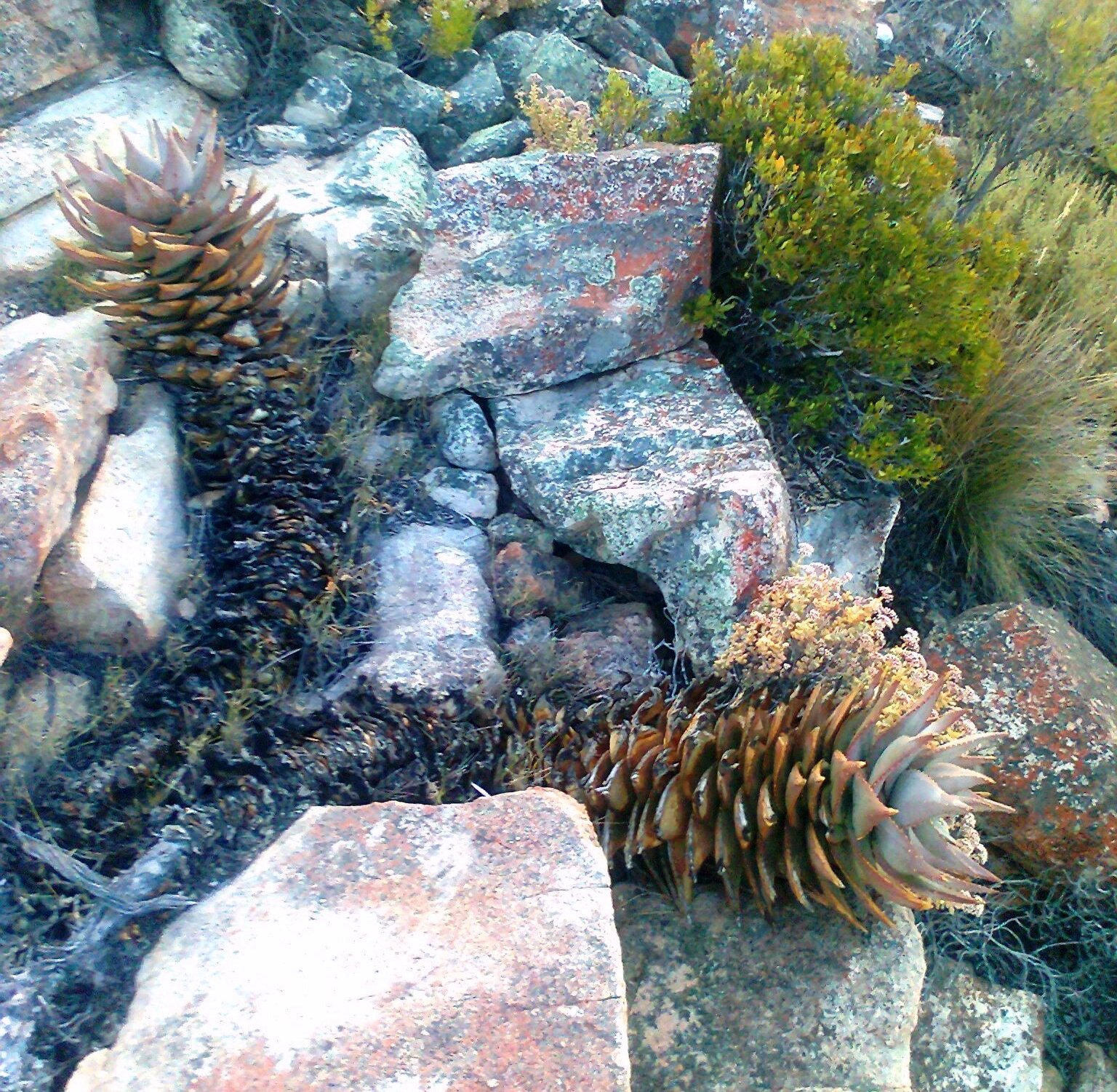
Aloe perfoliata в горах Річки Гекс

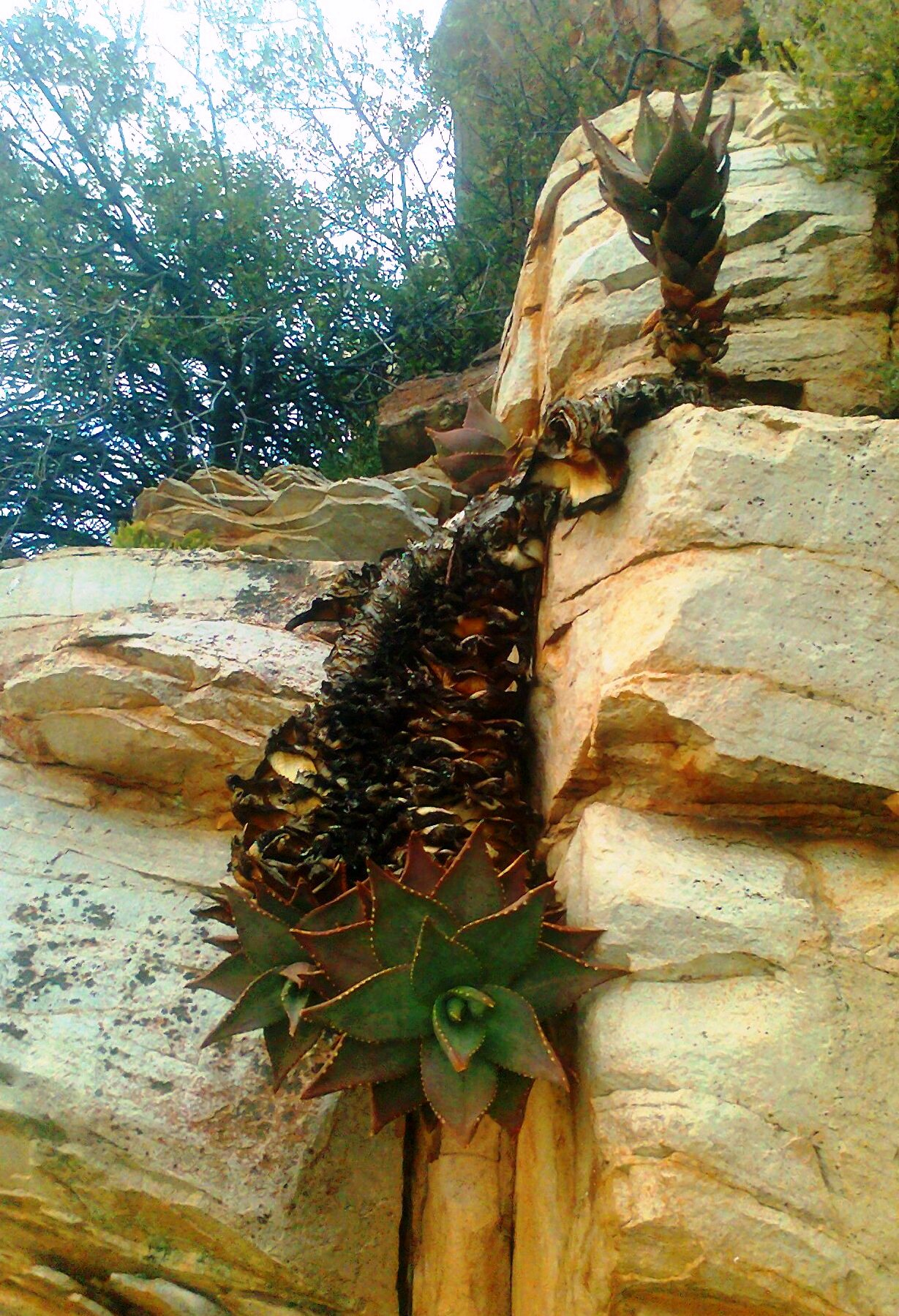
Aloe perfoliata на скелях в Кару

Видова назва дана через стебло, що проходить через листя, тобто листя обіймають стебло, від лат. per — через, лат. folia — листя

## Морфологічний опис
Багаторічна рослина. Стовбур довгий, 2-3 м завдовжки і більше, стебла сланкі. Листя яйцеподібні 8-9  см завдовжки і 5-6 см завширшки, загострені, сірувато-зелені. Щітки короткі, дуже щільні. Квітки жовті або оранжево-червоні. Цвіте в червні-липні.

## Місця зростання
Росте в прибережній смузі на вапнякових скелях, в Південній Африці (Західне узбережжя, південь Капської провінції, на північ від Кейптауна), (Західна Капська провінція, Східна Капська провінція) на висоті 400—1050 м над рівнем моря.